# Eurypterna
Eurypterna är ett släkte av steklar som beskrevs av Förster 1862. Eurypterna ingår i familjen brokparasitsteklar.
Kladogram enligt Catalogue of Life och Dyntaxa:
| Eurypterna | \| \| Eurypterna angustifacialis \| \| \| \| \| \| Eurypterna cremieri \| \| \| \| \| \| Eurypterna rufiventris \| \| \| \| |
|            | \| \| Eurypterna angustifacialis \| \| \| \| \| \| Eurypterna cremieri \| \| \| \| \| \| Eurypterna rufiventris \| \| \| \| |
|            | Eurypterna angustifacialis                                                                                                  |
|            | |
|            | Eurypterna cremieri |
|            | |
|            | Eurypterna rufiventris |
|            | |